# 拉沙佩勒奥特马勒
拉沙佩勒奥特马勒（法語：La Chapelle-Orthemale，法語發音：[la ʃapel ɔʁtəmal]）是法国安德尔省的一个市镇，位于该省中部略偏西，属于沙托鲁区。该市镇总面积16.8平方公里，2009年时的人口为124人。

## 人口
拉沙佩勒奥特马勒人口变化图示